# منجا (اردن)
منجا یک منطقهٔ مسکونی در اردن است.